# François Demeure
François Demeure (Charleroi, 25 juni 1975) is een Belgisch voormalig gewichtheffer.

## Levensloop
Demeure nam deel aan de Olympische Zomerspelen van 2000 te Sydney. Hij eindigde er 12e in de eindrangschikking bij de lichtgewichten.
Eerder nam hij deel aan de wereldkampioenschappen van 1998 en 1999, alsook aan de Europese kampioenschappen van 1998.

## Resultaten
| Kampioenschap | Locatie | Gewichtsklasse         | Stoten        | Trekken       | Totaal        |
| ------------- | ------- | ---------------------- | ------------- | ------------- | ------------- |
| EK 1998       | Riesa   | Lichtgewichten (-69kg) | 13e (137,5kg) | 11e (170kg)   | 10e (307,5kg) |
| WK 1998       | Lahti   | Lichtgewichten (-69kg) | 11e (145kg)   | 9e (177,5kg)  | 10e (322,5kg) |
| WK 1999       | Piraeus | Lichtgewichten (-69kg) | 17e (137,5kg) | 15e (177,5kg) | 16e (317,5kg) |
| OS 2000       | Sydney  | Lichtgewichten (-69kg) | 13e (140kg)   | 11e (170kg)   | 12e (310kg)   |

## Belgische records
| Gewichtsklasse | Gewicht | Datum           | Locatie |
| Stoten         | Stoten  | Stoten          | Stoten  |
| -------------- | ------- | --------------- | ------- |
| -69kg          | 145kg   | ?               | ?       |
| -70kg          | 145kg   | 21 mei 1997     | Rijeka  |
| -76kg          | 140kg   | 26 oktober 1997 | Seraing |
| -77kg          | 140kg   | ?               | ?       |
| Trekken        |         |                 |         |
| -69kg          | 177,5kg | ?               | ?       |
| -70kg          | 173kg   | 4 april 1997    | Pori    |
| -76kg          | 170kg   | 15 oktober 1995 | Houdeng |
| -77kg          | 175kg   | ?               | ?       |
| Totaal         |         |                 |         |
| -69kg          | 322,5kg | ?               | ?       |
| -70kg          | 315kg   | 4 april 1997    | Pori    |
| -76kg          | 310kg   | 26 oktober 1997 | Seraing |
| -77kg          | 315kg   | ?               | ?       |